# Garéguine Ier Sarkissian
Pour l’article homonyme, voir Garéguine Ier Hovsepian.
Garéguine Ier (ou Karékine Ier selon la prononciation de l'arménien occidental ; en arménien Գարեգին Ա ; né Nichan Sarkissian à Kessab, en Syrie, le 27 août 1932, mort à Etchmiadzin le 29 juin 1999) est primat de l'Église apostolique arménienne entre 1995 et 1999 avec le titre de « Patriarche Suprême et Catholicos de tous les Arméniens ».

## Biographie
Il est précédemment primat du Catholicossat arménien de Cilicie (Antélias) entre 1983 et 1995 sous le nom de Garéguine II de Cilicie avec le titre de « Catholicos des Arméniens de la Grande Maison de Cilicie ».
Brillant orateur, parlant parfaitement plusieurs langues, dont l'arménien (oriental et occidental), l'anglais, le français, et l'arabe, il n'a cessé de parcourir le monde, après son élection, afin de rencontrer l'ensemble des communautés arméniennes de la diaspora.

« Je me sens avant tout un pasteur. »

— Garéguine Ier.
Il était un fervent défenseur de l'œcuménisme. 
Sa mort prématurée a bouleversé non seulement l'ensemble de la communauté arménienne, mais également de nombreux dirigeants religieux, de toutes confessions, dont le pape Jean-Paul II.

## Livres
- (en) The Council of Chalcedon and the Armenian Church, S.P.C.K., Londres, 1965 (OCLC 164371882), 264 p.
- (en) In search of spiritual life: An Armenian Christian Miscellany, Armenian Catholicosate of Cilicia, 1991 (OCLC 249891510), 285 p.
- Karékine Ier, Catholicos de tous les Arméniens, entretiens avec Giovanni Guaïta, édition Nouvelle cité, coll. « Rencontres », 1998  (ISBN 978-2853133357), 317 p.